# Kyrie eleison
Kyrie eleison (o Kyrie, come viene generalmente abbreviato) è una preghiera della liturgia cristiana.
La locuzione originale è scritta in greco (Κύριε ἐλέησον) e Kyrie eleison è la traslitterazione dell'espressione usata nella liturgia in latino. Nella lingua italiana è stata tradotta per la liturgia con Signore, pietà; tuttavia, con maggiore aderenza, potrebbe essere tradotta anche come Signore, abbi benevolenza.
Deriva dall'imperativo aoristo del verbo greco eleo (ho pietà di, mostro misericordia verso). Questo modo e tempo verbale indicano un'azione continuativa (la parola "aoristo" indica letteralmente ciò che è senza limiti e confini, e si riferisce a un tempo indefinito, valido sempre): è quindi una richiesta a Dio di continuare a avere pietà, di non smettere di avere misericordia.
Generalmente la formula è pronunciata secondo la pronuncia itacistica del greco, suonando [ˈkirie eˈlɛjson] o anche [ˈkirje eˈlɛjzon]; secondo la pronuncia erasmiana dovrebbe invece pronunciarsi: ['kyrie eˈleɛːson].
Vi sono espressioni simili in alcuni salmi e all'interno dei Vangeli: il Kyrie è la più antica testimonianza di uso liturgico cristiano, risalente al IV secolo nella chiesa di Gerusalemme e al V secolo nella messa di rito romano. È usato come preghiera litanica e risposta a determinate invocazioni nel rito romano nella messa e in altre celebrazioni. È usato anche nel rito ambrosiano e nel rito bizantino in lingua greca.

## Storia
Il Kyrie eleison compare per la prima volta in Oriente, nella liturgia delle Chiese di Antiochia e Gerusalemme, dopo la metà del IV secolo. Entra a far parte della liturgia romana nel primo terzo del V secolo. Nel 529 il Concilio di Vaison presieduto da san Cesario introduce il Kyrie eleison nella liturgia delle diocesi della Provenza, accogliendo l'uso romano.
Il Kyrie eleison era associato ad altre formule, che costituiscono una serie di orazioni per diverse necessità, analoga sia all'Oratio fidelium della Liturgia dei presantificati del Venerdì santo sia all'ektenia del rito bizantino. Un esempio documentato di queste orazioni è la Deprecatio gelasiana, composta fra il 466 e il 540 circa: ad ogni orazione si rispondeva con l'invocazione Kyrie eleison.
L'uso di alternare il Kyrie eleison con il Christe eleison era sconosciuto in Oriente e risale al tempo di papa Gregorio Magno o forse è ancora più antico.
Le orazioni che accompagnavano il Kyrie eleison erano tralasciate nella messa feriale, in cui però il Kyrie eleison veniva ugualmente cantato. A poco a poco le orazioni furono abbandonate in tutte le messe; nei documenti dal VI al IX secolo non se ne fa più menzione.
Il numero di nove invocazioni di Kyrie eleison è attestato per la prima volta da Giovanni Arcicantore nel VII secolo, che riferisce anche di come il canto fosse divenuto prolixus e non potesse più essere lasciato al popolo. Già nel Medioevo questa articolazione in nove elementi è associata a un rimando alla Santissima Trinità, sebbene si possa anche notare che corrisponde alle nove orazioni dell'Oratio fidelium della Liturgia dei presantificati.

## Uso del Kyrie

Una composizione liturgica per il Kyrie eleison.

### Nella messa
Nell'usus antiquior del rito romano, nelle messe lette il Kyrie viene recitato dopo le preghiere ai piedi dell'altare subito dopo l'antifona d'introito; nelle messe cantate la schola lo esegue immediatamente dopo aver eseguito l'introito, mentre il sacerdote con i ministri compie i riti iniziali e recita le stesse parti sottovoce. In seguito alla riforma liturgica del 1969, non vi è più la sovrapposizione di cerimonie e preghiere dette dal sacerdote con i ministri e il canto.
Nella messa tridentina ogni invocazione viene ripetuta per tre volte (secondo l'interpretazione tradizionale sono rivolte tre al Padre, tre al Figlio e tre allo Spirito Santo): questo numero è riccamente simbolico: il totale di nove è il numero dei cori angelici, e connette il Kyrie all'Inno angelico (Gloria in excelsis), che nelle feste viene cantato immediatamente dopo il Kyrie.
Nel rito romano riformato da Paolo VI il simbolismo legato alla triplice ripetizione e al numero 9 è stato perso riducendo a sei le ripetizioni (due per ogni invocazione). Inoltre, il Kyrie segue immediatamente l'atto penitenziale che può essere eseguito in tre forme diverse; se si usa la terza forma ne diventa l'elemento costitutivo al posto del Confiteor. In questo caso è sostituito dalla triplice invocazione Kyrie eleison - Christe eleison - Kyrie eleison intervallata da brevi tropi che esprimono richieste di perdono e conclusa dalla formula di assoluzione sacerdotale che termina normalmente gli atti penitenziali. Per la celebrazione in lingua italiana l'espressione Kyrie eleison è stata tradotta con Signore, pietà e Christe eleison (Χριστἐ ἐλέησον) con Cristo, pietà, per quanto sia sempre possibile usare la forma originaria in greco, anzi con la terza edizione del Messale romano nell'atto penitenziale si deve usare obbligatoriamente la forma in greco. L'attuale collocazione del Kyrie presenta un carattere penitenziale, ancor più accentuato se si usa la traduzione italiana, mentre originariamente questo aspetto era secondario, come dimostra anche il ricco sviluppo musicale che il testo conosce nella tradizione musicale gregoriana. Il significato originario è invece quello conservato dal rito bizantino, traducibile con Signore, mostraci la tua benevolenza.
Nel rito ambrosiano riformato dopo il Concilio Vaticano II il Kyrie viene detto all'atto penitenziale e ripetuto tre volte al termine della messa, prima della benedizione finale. Durante l'atto penitenziale si ha la triplice invocazione «Kyrie eleison - Kyrie eleison - Kyrie eleison» (senza il Christe eleison e sempre e solo in greco) in forma responsoriale. Una particolarità del rito ambrosiano prevede che, quando la celebrazione inizi con una processione, l'atto penitenziale possa essere omesso e sostituito dal canto dei 12 Kyrie: quando la processione giunge al limite del presbiterio si ferma e la scola intona prima dodici Kyrie eleison e poi la sallenda propria della celebrazione, dopo averla proclamata la prima volta si esegue la Dossologia minore (durante la quale i ministri si inchinano prima alla croce portata dal crocifero e poi al celebrante), poi viene ripetuta una seconda volta (mentre i ministri salgono sul presbiterio). Nel rito ambrosiano la triplice invocazione "Kyrie eleison" è una forma tipica di congedo, per questo è recitata prima della benedizione a conclusione della messa, subito dopo la risposta dell'assemblea «E con il tuo spirito»; prima della riforma liturgica si ripeteva anche dopo l'omelia (retaggio dell'antico congedo dei catecumeni non ancora battezzati che un tempo in questo momento uscivano dalla chiesa) e dopo la recita del Gloria.
In entrambi i riti il Kyrie si può usare come risposta alle intenzioni della preghiera universale o preghiera dei fedeli.
Nel rito bizantino in lingua greca l'acclamazione Kyrie eleison viene cantata numerose volte dai fedeli in risposta alle orazioni del celebrante (ektenia) all'inizio della Divina Liturgia. Nella traduzione in antico slavo ecclesiastico diviene Господи, помилуй (Hospodi pomiluj).

### Nelle litanie
Il Kyrie è la prima supplica con cui iniziano le litanie dei santi e le altre litanie che nel corso dei secoli si sono sviluppate su tale modello (ad esempio le litanie al Santissimo Nome di Gesù, le litanie al Sacro Cuore di Gesù, le litanie mariane, le litanie di uno o più santi). Viene recitato o cantato in forma alternata tra la guida e i fedeli.

## Testi
Nella versione classica tradizionale, il Kyrie è strutturato in tre invocazioni che si dicono tre volte ciascuna:
Christe, eleison. Christe, eleison. Christe, eleison.
Kyrie, eleison. Kyrie, eleison. Kyrie, eleison.»
Nelle litanie e nella messa con la riforma liturgica seguita al Concilio Vaticano II le tre invocazioni si dicono due volte ciascuna. Inoltre, con la riforma è stata introdotta la formula in lingua italiana, che si può usare al posto di quella originale. In entrambi i casi si recita o canta tra la guida e tutti.
Christe, eleison. ℟. Christe, eleison.
Cristo, pietà. ℟ Cristo, pietà.
Signore, pietà. ℟ Signore, pietà.»
A partire dal 2020, con la terza edizione del Messale romano in lingua italiana, si è data la preferenza alla versione originale come risposta alla terza formula dell'atto penitenziale, mentre rimane la possibilità di scelta tra le due formule quando si usa la prima e la seconda formula dell'atto penitenziale.
Le invocazioni sono in greco Κῡ́ριε, ἐλέησον e Χρῑστέ, ἐλέησον.

## Musica

### Canto gregoriano
Nel canto gregoriano le partiture per il Kyrie eleison per la messa si trovano nel Kyriale, un libro liturgico che, oltre a essere edito separatamente, entra a far parte anche del Graduale Triplex, del Graduale Simplex e del Liber Usualis. Nel Graduale Romanum del 1961 sono presenti trenta Kyrie diversi, uno per ognuna delle diciotto messe del Kyriale, più uno perché il Kyrie della Missa XVII si può cantare su due toni diversi, più altri undici Kyrie, ad libitum. Benché per alcuni Kyrie sia prevista un'indicazione sul tempo liturgico o sulle feste in cui si possono cantare, ognuno può essere cantato lecitamente in ogni giorno dell'anno.
Nella messa, sullo stesso tono del primo Kyrie eleison si canta anche l'Ite missa est.
Per le litanie il canto del Kyrie eleison è meno ornato: la notazione si trova a fianco di quella delle altre invocazioni.

### Polifonia
Il Kyrie è una delle parti delle messe polifoniche, ed è compreso anche nella Missa brevis e nella messa di requiem.
Centinaia di compositori diversi hanno messo in musica il Kyrie. Generalmente, il canto a più voci permette la sovrapposizione delle nove invocazioni, a volte la loro moltiplicazione. Nella sua esecuzione durante la messa tridentina, il Kyrie segue il canto dell'Introito. Insieme questi due brani si protraggono per un tempo abbastanza lungo, che copre la processione di ingresso, le preghiere ai piedi dell'altare, l'incensazione, la recita a bassa voce dell'introito e del Kyrie.
Per evitare di avere momenti di silenzio durante questi riti iniziali, specialmente quando vengono compiuti con solennità, i compositori hanno composto ''Kyrie'' della durata che in alcuni casi supera i 10 minuti, in cui le invocazioni sono ripetute innumerevoli volte.

### Usi nella musica contemporanea
- Nella colonna sonora del film Easy Rider (1969) è presente la traccia Kyrie Eleison/Mardi Gras
- Nell'album del 1972 Hosianna Mantra del gruppo tedesco Popol Vuh appare un brano intitolato Kyrie.
- Il doppio LP della cantante Mina del 1980 era Kyrie.
- Nell'album del 1985 The Spectre Within del gruppo progressive metal Fates Warning, appare un brano intitolato Kyrie Eleison.
- Il brano che si intitola Kyrie, estratto dall'album Welcome to the Real World del gruppo pop americano Mr. Mister, ha raggiunto il primo posto in classifica dei dischi più venduti negli USA nel marzo 1986.
- Nell'album del 1990 MCMXC a.D. di Enigma il brano Mea Culpa contiene un frammento remixato del Kyrie dal Liber Usualis.
- Nel brano Senza regole degli Articolo 31.
- Laura Pausini canta Kyrie eleison nella canzone Per vivere (album Tra te e il mare, anno 2000).
- Antonella Ruggiero intitolò Kyrie (missa luba) una traccia del suo album Sacrarmonia Live pubblicato il 7 giugno 2004.
- Il gruppo power metal Powerwolf ha usato Kyrie eleison nel brano We Drink Your Blood, contenuto nell'album Blood of the Saints del 2011.
- Adrian Snell, artista e compositore inglese nel suo album The Cry A Requiem for the Lost Child esegue Kyrie Eleison con il coro Winchester Cathedral Choir.
- La cantante islandese Björk ha cantato dal vivo una versione integrale del Kyrie, in greco, copto, slavo e inglese, nella litania Prayer of the Heart, dalla durata di circa 15 minuti, per commemorare il compositore britannico John Tavener.
- Nella sigla iniziale dell'anime Elfen Lied c'è una strofa che recita "Kirie, ignis divine eleison."
- Diverse versioni del canto appaiono come colonna sonora dell'anime Death Note.
- La colonna sonora del videogioco targato Square Enix, ovvero Final Fantasy XV, contiene il brano Omnis Lacrima, una conduzione corale interamente in lingua latina, nella cui parte finale viene esclamato «Kyrie Eleison».
- Il nome di una canzone composta dal produttore OkameP e cantata dal vocaloid Hatsune Miku è proprio Kyrie Eleison.
- Riccardo Cocciante ha usato Kyrie eleison nella canzone Le campane, nello spettacolo Notre Dame de Paris.
- Alan Menken e Stephen Schwartz hanno preso il verso di questo testo sacro per varie colonne sonore nel film Il gobbo di Notre Dame.
- Il compositore Stefano Lentini ha usato questo verso nella colonna sonora del film Bakhita, utilizzando elementi della tradizione liturgica occidentale e di quella musicale africana.
- Nell'album Shadow, Light di Franco Battiato è contenuto un brano intitolato Kyrie ripreso dall'opera Messa arcaica.
- Nell'album Al otro lado di Hevia è presente un brano intitolato Kyrie Eleison.
- (When the Saints), tratta dalla Mass in F Minor degli Electric Prunes
- Nell'album Faith and Courage di Sinéad O'Connor appare un brano intitolato Kyrié Eléison.
- Il gruppo power metal Revolution Renaissance ha composto nel loro album Age of Aquarius un brano intitolato Kyrie Eleison.
- il gruppo folk metal tedesco Feuerschwanz  usa l'espressione kyrie eleison nel ritornello della canzone The Unholy Grail.